# Gaius Caecilius Metellus Caprarius

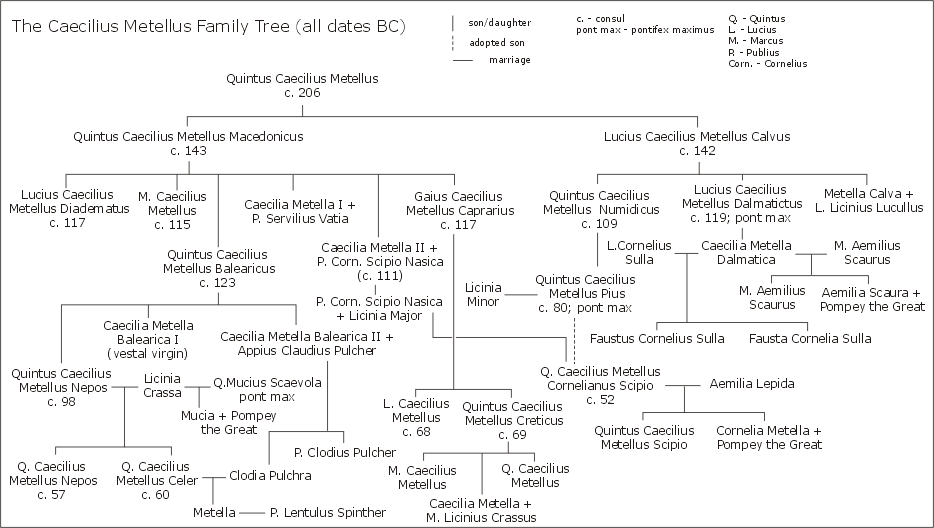
Stamboom van de gens Caecilia

Gaius Caecilius Metellus Caprarius was een Romeins politicus en militair uit de 2e eeuw v.Chr.
Hij was lid van de invloedrijk Gens Caecilia Metella en was de jongste zoon van Quintus Caecilius Metellus Macedonicus, die in 143 v.Chr. consul was. Hij diende in 133 v.Chr. onder Scipio Aemilianus tijdens het beleg van Numantia.
Uiterlijk in 117 v.Chr. werd Caprarius praetor. In 113 v.Chr. was hij consul. In dit jaar en de twee jaar daarna als proconsul was Caprarius in Macedonia en Thracië. Voor zijn militaire prestaties in Thracië mocht hij in 111 v.Chr. een triomftocht. houden in Rome. Dit was op dezelfde dag dat zijn broer Marcus Caecilius Metellus een triomftocht hield voor zijn overwinningen op Sardinia.
In 102 v.Chr. was Caprarius censor, samen met zijn neef Quintus Caecilius Metellus Numidicus.
Caprarius was de vader van:
- Gaius Caecilius Metellus, consul in 102 v.Chr.
- Quintus Caecilius Metellus Creticus, consul in 68 v.Chr.
- Lucius Caecilius Metellus
- Marcus Caecilius Metellus
- Caecilia Metella, de vrouw van Gaius Verres